# Краусер, Фридрих Вильгельм фон
Фридрих Вильгельм фон Краусер (уменьш. Фриц фон Краусер; нем. Friedrich Wilhelm Ritter von Kraußer; 29 апреля 1888, Нюрнберг — 30 июня 1934, Берлин) — обергруппенфюрер СА. Убит во время «ночи длинных ножей».

## Участие в Первой мировой войне
Окончил Баварский кадетский корпус. С 1910 года — лейтенант 4-го Баварского пехотного полка, расквартированного в Меце. С началом Первой мировой войны принимал участие в боевых действиях, был дважды ранен — в августе 1914 года и в ноябре 1917 года (тяжёлое ранение). С начала 1915 года служил в военной авиации: наблюдатель, с 1917 года — командир авиационной эскадрильи. Кавалер одной из высших наград Баварии — Рыцарского креста Военного ордена Максимилиана Иосифа — присуждённой, согласно статуту, за проявленную высочайшую храбрость, мужество, героизм и боевые навыки в воздушном бою. Это дало ему право на почётный личный (не переходящий по наследству) титул «риттер» (рыцарь, аналог английского «сэр»).

## Активный деятель военных союзов
В 1919 году участвовал в деятельности Добровольческого корпуса («фрайкора») фон Эппа, сражавшегося против Баварской советской республики. Согласно собственным словам, участвовал в «освобождении Мюнхена» (то есть занятии города частями фрайкора, что означало уничтожение советской республики). В 1920 году вошёл в состав оборонного союза Reichsflagge («Имперское знамя») — основанное в следующем году мюнхенское региональное отделение этой организации было ориентировано на Эрнста Рёма, будущего главу СА. После внутренних конфликтов союз Reichsflagge в октябре 1923 года раскололся, и Краусер присоединился к организации, созданной его радикальным членами-сторонниками Рёма — Reichskriegsflagge («Имперское военное знамя»). В ноябре 1923 союз Reichskriegsflagge принял участие в «пивном путче» в Мюнхене, организованном под руководством Адольфа Гитлера.
Одновременно с участием в деятельности военных союзов, Краусер продолжал службу в рейхсвере — вооружённых силах Веймарской республики. С 1920 года он служил в чине гауптмана (капитана) в 20-м пехотном полку, расквартированном в Нюрнберге, а в 1923 году был переведён в штаб 7-й дивизии в Мюнхене. Только после «пивного путча» он был вынужден покинуть рейхсвер (в 1924). Работал торговым агентом, в 1924—1925 годах входил в состав штаба главного командования организации Frontbann («Подпольный фронт») — преемницы запрещённых после путча СА — и возглавлял её отделение в Мюнхене. В сентябре 1924 года был арестован, провёл шесть недель в предварительном заключении. В 1924—1928 годах возглавлял отделение народного оборонного союза Altreichsflagge («Старое имперское знамя») в Мюнхене — этот союз откололся в 1923 от Reichsflagge и возглавлялся Вилли Либелем, который при нацистском режиме стал обер-бургомистром Нюрнберга.

## Нацист
С 1928 года — член НСДАП, а с 1931 года — член СА в чине оберфюрера. С 3 ноября 1931 года по 14 апреля 1932 года был руководителем группы СА Hohland в Мюнхене. С 15 марта 1932 года — группенфюрер СА. С 1 июля 1932 года — руководитель первого (организационного) управления Высшего руководства СА, и, одновременно, заместитель начальника штаба СА Эрнста Рёма (до 1934), один из наиболее приближенных к нему и влиятельных руководителей СА. С 30 сентября 1932 года — глава авиации СА и СС, ответственный за деятельность лётных подразделений этих организаций, которые действовали параллельно Национал-социалистическому лётному корпусу.
После прихода к власти нацистов Краусер с 1 мая по 31 декабря 1933 года был представителем в Баварии командования созданной из членов СА Вспомогательной защитной полиции. 15 мая 1933 года был одним из организаторов Немецкого воздушного спортивного союза (DLV). С 27 июня 1933 года — обергруппенфюрер СА. С ноября 1933 года — депутат рейхстага от Магдебурга. Летом 1934 года Рём, отбывая в отпуск, возложил на Краусера временное исполнение обязанностей руководителя СА.

## Гибель
Убит эсэсовцами вместе с другими командирами СА — сторонниками Рёма — во время «Ночи длинных ножей» 1934. Принц цу Изенбург, сопровождавший Гитлера во время разгрома руководства СА, слышал, как фюрер сказал «Я помиловал Рёма за его заслуги, а Краусера — за награды». Несмотря на это, оба были убиты, и Гитлер не проявлял недовольства этим.

## Награды
- Железный крест 1-го и 2-го классов (Королевство Пруссия)
- Нагрудный знак пилота-наблюдателя (Пруссия) (январь 1915)[2]
- Крест «За военные заслуги» с короной и мечами (Королевство Бавария)
- Королевский орден Дома Гогенцоллернов рыцарский крест с мечами (Королевство Пруссия)
- Орден Фридриха рыцарский крест (Королевство Вюртемберг)
- Военный орден Максимилиана Иосифа рыцарский крест (20 сентября 1917) (Королевство Бавария)
- Нагрудный знак «За ранение» в чёрном (1918)
- Орден Крови (№5)[2]